# Acrogonia virescens
Acrogonia virescens är en insektsart som först beskrevs av Metcalf 1949.  Acrogonia virescens ingår i släktet Acrogonia och familjen dvärgstritar. Inga underarter finns listade i Catalogue of Life.